# Banque centrale de Sao Tomé-et-Principe
La Banque centrale de Sao Tomé-et-Principe (BCISTP, Banco Central de São Tomé e Príncipe), anciennement Banque nationale de Sao Tomé-et-Principe (BNSTP, Banco Nacional de S. Tomé e Príncipe), est la banque centrale de Sao Tomé-et-Principe, pays insulaire d'Afrique centrale.

## Historique
Un mois avant l'indépendance du pays, en juin 1975, la succursale santoméenne de la banque portugaise Banco Nacional Ultramarino est remplacée par la Banque nationale de Sao Tomé-et-Principe. Ses fonctions lui sont confiées le 3 septembre 1976 : elle est banque centrale, commerciale et de développement.
Après une loi votée en 1992, elle abandonne sa fonction de banque commerciale, reprise par la Banco Internacional de São Tomé e Príncipe, créée l'année suivante. Dans le même moment, la Banque nationale est renommée Banque centrale de Sao Tomé-et-Principe.
Le bâtiment de la Banque centrale figure sur le billet de 50 000 dobras.

## Gouverneurs
Dans l'ordre chronologique, les gouverneurs de la banque sont, :
- 1976-1981 : Victor Manuel Lopes Correia
- 1981-1983 : Hildeberto Mário do Nascimneto Séca
- 1983-1988 : Prudêncio Rita de Oliveira Rita
- 1988-1982 : Manuel de Nazaré Mendes
- 1992-1994 : Adelino Castelo David (en)
- 1995-1999 : Carlos Quaresma Batista de Sousa
- 1999–2006 : Maria do Carmo Silveira
- 2006–2008 : Arlindo Afonso Carvalho
- 2008–2011 : Luis Fernando Moreira de Sousa
- 2011–2016 : Maria do Carmo Silveira
- 2016-2019 : Hélio Silva Vaz de Almeida[6]
- 2019-2022 : Américo Barros[7]*
- 2022 : Américo Ramos[8]